# ACEC Baraúnas
Der Associação Cultural Esporte Clube Baraúnas, in der Regel nur kurz ACEC Baraúnas genannt, ist ein Fußballverein aus Mossoró im brasilianischen Bundesstaat Rio Grande do Norte.

## Geschichte
Der Verein wurde am 14. Januar 1960 als Esporte Clube Baraúnas gegründet. 1966 wurde er in Associação Cultural Esporte Clube Baraúnas umbenannt. 2006 gewann der Verein die Staatsmeisterschaft von Rio Grande do Norte. Aktuell spielt der Klub in der Staatsmeisterschaft von Rio Grande do Norte Second Division.

## Erfolge
- Staatsmeisterschaft von Rio Grande do Norte: 2006
- Staatsmeisterschaft von Rio Grande do Norte – Segunda Divisão: 2023
- Copa Rio Grande do Norte: 2004, 2007

## Stadion
Der Verein trägt seine Heimspiele im Estádio Leonardo Nogueira, auch einfach nur Nogueira genannt, in Mossoró aus. Das Stadion hat ein Fassungsvermögen von 25.000 Personen.

## Trainerchronik
| Trainer          | Nation    | von               | bis             |
| ---------------- | --------- | ----------------- | --------------- |
| Francisco Diá    | Brasilien | 11. November 2011 | 6. Februar 2012 |
| Joel Cornelli    | Brasilien | 2. Dezember 2013  | 30. März 2014   |
| Atila Bessa      | Brasilien | 2021              | 2021            |
| Alexandre Dantas | Brasilien | 2022              | heute           |